# Excerpt
Excerpt è un singolo live della band britannica The Cure, pubblicato nel 1984 per promuovere l'album Concert: The Cure Live.

## Tracce
Lato A
1. A Forest (live Londra, 9 maggio 1984)

Lato B
1. Primary (live Oxford, 5 maggio 1984)

## Formazione
- Robert Smith - voce, chitarra
- Porl Thompson - chitarra, tastiere
- Andy Anderson - batteria
- Phil Thornalley - basso
- Lol Tolhurst - tastiere